# John Havlicek
John Havlicek   (Martins Ferry, 8 d'abril de 1940 - Jupiter, 25 d'abril de 2019) va ser un basquetbolista estatunidenc. Va jugar tota la seva carrera professional als Boston Celtics de l'NBA, entre els anys 1962 i 1978, on va aconseguir 8 anells de campió; només Bill Russell (11) i Sam Jones (10), amb els quals compartí vestidor, guanyaren més campionats que ell. Fou escollit MVP de les Finals de l'NBA del 1974. Havlicek exercí i revolucionà el rol de sisè home, sent un gran comodí des de la banqueta donada la seva habilitat de jugar tant en la posició d'escorta com d'aler.
Havlicek és considerat com un dels millors jugadors de la història del bàsquet. En els seus 16 anys de carrera, fou escollit 13 vegades per l'All-Star i 4 vegades formà part del primer equip de l'All-NBA. El 1984 esdevengué membre del Basketball Hall of Fame i el 1996 fou escollit com un dels 50 millors jugadors de la història de l'NBA.